# Andrėjus Tereškinas
Andrejus Tereškinas (ur. 10 lipca 1970 w Wilnie) – litewski piłkarz występujący na pozycji obrońcy. W swojej karierze rozegrał 58 spotkań w reprezentacji Litwy i strzelił w niej 3 gole.
W swojej karierze reprezentował barwy Žalgirisu Wilno, CSKA Moskwa, Stomilu Olsztyn, Skonto FC, Macclesfield Town oraz FK Ałmaty.

## Sukcesy
- 3 razy Mistrzostwo Litwy z Žalgirisem Wilno (1991, 1991/1992, 1998/1999)
- 4 razy Puchar Litwy z Žalgirisem Wilno (1991, 1992/1993, 1993/1994, 1996/1997)
- 4 razy Mistrzostwo Łotwy ze Skonto FC (1998, 1999, 2000, 2001)
- 3 razy Puchar Łotwy ze Skonto FC (1998, 2000, 2001)